# Jake McCabe
Jake McCabe (Eau Claire, Wisconsin, 12 de octubre de 1993) es un jugador profesional estadounidense de hockey sobre hielo que se desempeña en la posición de defensor izquierdo en Toronto Maple Leafs, equipo de la National Hockey League (NHL).

## Carrera
Fue seleccionado en la segunda ronda en la NHL Entry Draft de 2012. En 2013 hizo su debut profesional con el equipo Buffalo Sabres, en el cual jugó ocho temporadas (2013-2021), después pasó a Chicago Blackhawks (2021-2022), luego a Toronto Maple Leafs, donde lleva jugando dos temporadas.